# 曹玉 (弘治進士)
曹玉（1450年—？），字廷珮，山東兗州府嘉祥縣人，民籍，明朝政治人物。

## 生平
成化十九年（1483年）癸卯科山東鄉試第七十五名舉人。弘治三年（1490年）中式庚戌科會試第二百四名，三甲第十名進士。授溧水縣知縣。九年六月选授云南道试御史，十年八月实授，十二年巡按陕西，八月以复命失仪，下锦衣卫狱，赎杖还职。巡按南直隶，十五年十二月升陕西按察司佥事，以复立哈密国王陕巴之功，正德元年（1506年）二月賞银币。
墓在县东横山。

## 家族
曾祖曹彥貞；祖父曹敏；父曹通，母周氏。永感下。弟曹琛（貢士）。